# دانی گراهام (بازیکن فوتبال)
دانی گراهام (انگلیسی: Danny Graham؛ زادهٔ ۱۲ اوت ۱۹۸۵) یک بازیکن فوتبال اهل بریتانیا است.